# Steven N'Zonzi
Steven N'Kemboanza Mike N'Zonzi (Colombes, Franța, 15 decembrie 1988) este un fotbalist francez de origine congoleză. Joacă ca mijlocaș la AS Roma în Serie A. A fost internațional sub-21 cu Naționala Franței.